# Idrijska Bela
Idrijska Bela je naselje v Občini Idrija.